# Johann Baptist Seele

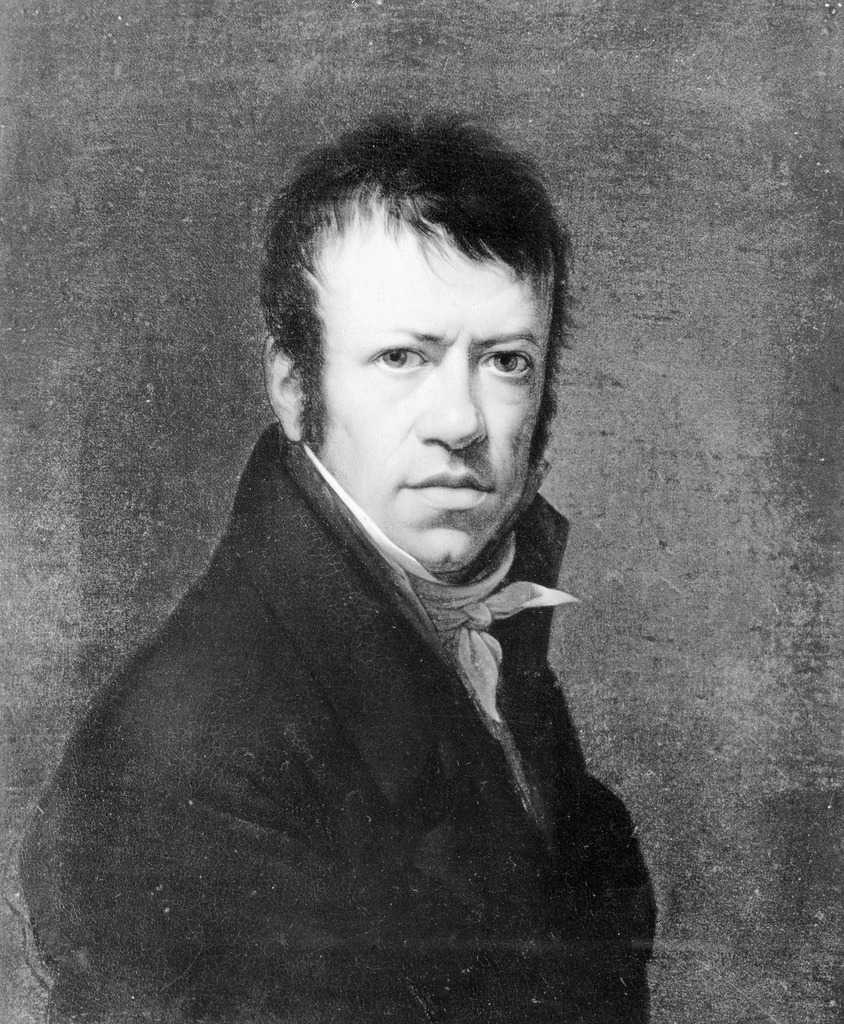
Johann Baptist Seele: Selbstbildnis (um 1800)

Johann Baptist Seele, ab 1811 auch von Seele, (* 27. Juni 1774 in Meßkirch; † 27. August 1814 in Stuttgart) war ein deutscher Maler und Grafiker.

## Leben
Das Leben von Johann Baptist Seele war von einem sozialen Aufstieg gekennzeichnet. Er stammte aus einfachen Verhältnissen. Sein Vater Franz Xaver Seele diente zuerst als einfacher Soldat und ab 1776 in Hüfingen als Unteroffizier  im fürstenbergischen Kreiskontingent. Johann Baptist Seele hingegen stieg bis zum Hofmaler eines württembergischen Königs auf. Im Rückblick seiner Autobiographie schrieb Seele, er habe sich durch Fleiß aus eigener Kraft hocharbeiten können. Dem Kunsthistoriker Hermann Mildenberger zufolge verschaffte gerade die napoleonische „Umbruchzeit“ einigen, wenigen „Karrieristen“ wie Seele Aufstiegschancen. Gleichzeitig profitierte Seele aber vor allem von dem engen Beziehungsgeflecht zwischen den Fürstenhöfen, die ihn als Künstler weiterempfahlen. Seele wurde am 27. Juni 1774 in Meßkirch geboren. 1776 zog sein Vater mit Ehefrau Marie Anna und Kindern nach Hüfingen um.
Seele erlebte in Hüfingen einen Teil seiner Kindheit und begann schon in jungem Alter mit ersten Zeichen- und Mal-Versuchen, so malte er Agathazettel zum Verkauf. Als er sieben Jahre alt war, wurde sein Vater im Spätjahr 1781 nach Wolfach versetzt, wo Seele seine malerischen Fähigkeiten weiter verfeinerte, und sich als Neunjähriger schon ans Malen mit Ölfarben wagte. 1788 malte er mit 14 Jahren das Gemälde Christus im Grab, das in der Wolfacher Schlosskapelle aufbewahrt wird, jedoch nur in der Karwoche zu sehen ist – das Bild ist eine getreue Kopie der Jesusdarstellung auf einem Gemälde von Guido Reni (1575–1642). Durch sein Talent wurde der Fürst von Fürstenberg auf Seele aufmerksam und schickte ihn 1789 auf die Hohe Karlsschule, wo er bis 1792 studierte.
Das soldatische auf Befehl und Gehorsam beruhende Wesen der Hohen Karlsschule lehnte Seele ab. Seine Haltung wurde durch die Ideen, die von der Französischen Revolution ausgingen, verstärkt. Zusammen mit seinen Mitstudenten Joseph Anton Koch und Karl Gottlieb Schweikart plante er schließlich aus dem Herzogtum Württemberg zu flüchten. Das Vorhaben flog allerdings auf und Seele wurde in Arrest genommen. Als bekannt wurde, dass er auch noch Korrespondenz mit dem erfolgreich geflüchteten Koch führte, verschlechterten sich seine Chancen auf eine baldige Entlassung aus der Haft. Ihm drohte die Gefahr von den württembergischen Behörden als Jakobiner eingestuft zu werden, wenn er sich offen zu Koch bekannte, denn dieser hatte sich in seinem Abschiedsbrief entschieden für Demokratie und die Absetzung von Aristokraten ausgesprochen. Als Reaktion auf entsprechende Vorwürfe gegen sich, beteuerte Seele im Verhör keine heimliche Ausreise aus Württemberg geplant zu haben. Er habe lediglich vorgehabt, über seine vermittelnden Eltern die Fürstin von Fürstenberg von einer baldigen Abberufung aus der Karlsschule zu überzeugen. Diesen Schritt habe er nur wagen wollen, um sich als Maler selbstständig zu machen. Der württembergische Herzog Carl Eugen ließ sich dennoch zunächst nicht Milde stimmen. Er plante bereits Seele für mehrere Jahre gegen dessen Willen in ein Infanterieregiment auf der Festung Hohenasperg zu zwingen. Der Herzog konnte dies jedoch nicht durchsetzen, da Seele ein „Untertan“ des Fürsten von Fürstenberg war. Die Fürstin setzte sich für Seele ein, sodass dieser schließlich nach sechswöchiger Haft nach Donaueschingen, in die fürstliche Residenzstadt, ausgeliefert wurde.
In Donaueschingen erhielt er zunächst Aufträge vom fürstlichen Hof. Nach einer Reise in die Schweiz ging er anschließend mit Unterbrechungen nach Stuttgart. Dort schuf er einige Auftragswerke, wodurch Herzog Friedrich II. von Württemberg, der spätere König Friedrich I., ihn entdeckte und 1804 zu seinem Hofmaler und zum Galeriedirektor machte. Als Hofmaler schuf Seele Porträts von Mitgliedern der königlichen Familie und der restlichen Hocharistokratie und malte militärische Genrebilder, deren zahlreiche Motive er in den Napoleonischen Kriegen fand. Nebenher fertigte er Historienbilder sowie religiöse und mythologische Darstellungen an. Für seine Verdienste um die Kunst bekam Seele 1811 vom König den Civilverdienstorden verliehen. Abgesehen von einigen kleineren Reisen verließ Seele Stuttgart nicht mehr. Er starb dort im Jahre 1814 unerwartet an einem Hirninfarkt.
Der Haslacher Maler Carl Friedrich Sandhaas war möglicherweise ein nichtehelicher Sohn Seeles und der aus Haslach stammenden Maria Margarete Sandhaas (1771–1830).

## Werk
Johann Baptist Seele war ein Vorreiter des Realismus und damit zu Anfang des 19. Jahrhunderts kunsthistorisch seinen Kollegen weit voraus, die fast ausschließlich noch dem Klassizismus anhingen. Dennoch kann Seele nicht als reiner Realist angesehen werden, da seine Bildideen, Perspektiven und Darstellungsweisen zwar dem Realismus angehören, die lineare Ausführung jedoch noch dem Klassizismus zuzurechnen ist. Seeles Bilder werden hauptsächlich in Baden-Württemberg, vor allem in Stuttgart und Ludwigsburg, sowie in Wien ausgestellt. Am bekanntesten sind seine Porträts von Friedrich I. und Königin Katharina von Westphalen. Auch seine anderen Gemälde wurden bereits von den Zeitgenossen hoch gelobt und befinden sich größtenteils in Museen.

## Werke (Auswahl)
| Bildnis König Friedrichs I. von Württemberg im Krönungsornat und Rüstung (Johann Baptist Seele) |
| Bildnis König Friedrichs I. von Württemberg im Krönungsornat und Rüstung                        |
| Johann Baptist Seele, 1806                                                                      |
| Öl auf Leinwand, 237 × 135,5 cm (ohne Rahmen) 259 × 157,5 cm (mit Rahmen)                       |
| Landesmuseum Württemberg, Inventar-Nummer: NN74, Stuttgart.                                     |
|                                                                                                 |

| Brautbildnis von Katharina, der späteren Königin von Westphalen, (Johann Baptist Seele) |
| Brautbildnis von Katharina, der späteren Königin von Westphalen,                        |
| Johann Baptist Seele, 1807                                                              |
| Öl auf Leinwand                                                                         |
| ? × ? cm                                                                                |
| Toilettenzimmer der Königin im Residenzschloss Ludwigsburg.                             |
|                                                                                         |

| Die Erstürmung des Pfennigberges bei Linz durch das württembergische Jägerregiment Prinz Louis (Johann Baptist Seele) |
| Die Erstürmung des Pfennigberges bei Linz durch das württembergische Jägerregiment Prinz Louis                        |
| Johann Baptist Seele, 1810                                                                                            |
| Öl auf Leinwand |
| 162,5 × 243 cm |
| Residenzschloss Ludwigsburg, Inventar-Nr.: KRGT 1156.                                                                 |
| |

| Das Festinjagen bei Bebenhausen (Johann Baptist Seele)                            |
| Das Festinjagen bei Bebenhausen                                                   |
| Johann Baptist Seele, 1813/14                                                     |
| Öl auf Leinwand                                                                   |
| 231 × 331 cm                                                                      |
| Vorzimmer des Königs im Residenzschloss Ludwigsburg, Inventar-Nummer.: KRGT 1499. |
|                                                                                   |

- Der Rückzug der Franzosen. um 1796, Radierung, koloriert.
- Avancier des Autrichiens – Abmarschbereite österreichische Soldaten, 1797. Öl auf Karton, 31 × 46 cm, Heeresgeschichtliches Museum, Wien.
- Porträt Erzherzog Karl, 1800. Öl auf Leinwand, 88 × 75 cm, Heeresgeschichtliches Museum, Wien.
- Rückkunft von Dragonern von der Nahrungsmittelbeschaffung (vom Fouragieren). Originaltitel: Retour du Fouragement des Autrichiens, um 1800. Öl auf Holz, 31 × 22 cm, Heeresgeschichtliches Museum, Wien.
- Familienporträt Justizrat Johann Friedrich Zeller mit seiner Frau und drei Kindern. Ölmalerei, 1804.[21]
- Österreichische Husaren auf Vorposten, um 1805. Öl auf Holz, 28 × 40 cm, Heeresgeschichtliches Museum, Wien
- Schlacht an der Donau bei Aspern, 1809, 1809; Öl auf Leinwand, 200 × 170 cm Wehrgeschichtliches Museum Rastatt, Rastatt
- Porträt Louis-Guillaume Otto, comte de Mosloy, 1809, Schloss Versailles
- Altarbild für den Hochaltar der Stadtkirche Hüfingen[2]